# Chase Bank

Các chi nhánh Chase ở Hoa Kỳ năm 2020

JPMorgan Chase Bank, N.A., hoạt động kinh doanh với tên Chase Bank, là ngân hàng quốc gia có trụ sở tại Manhattan, Thành phố New York, tạo thành công ty con ngân hàng bán lẻ và ngân hàng thương mại của công ty mẹ Hoa Kỳ đa quốc gia dịch vụ tài chính ngân hàng, JPMorgan Chase. Ngân hàng được gọi là Ngân hàng Chase Manhattan cho đến khi sáp nhập với J.P. Morgan & Co. năm 2000. Chase Manhattan Bank đã được thành lập thông qua sáp nhập Chase National Bank và The Manhattan Company năm 1955. Ngân hàng đã được sáp nhập với Bank One Corporation năm 2004 và sau đó có được tiền gửi và hầu hết các tài sản của The Washington Mutual.
Chase có hơn 5000 chi nhánh và 16.000 máy rút tiền tự động khắp nước Mỹ. JPMorgan Chase & Co. có 250.355 nhân viên (thời điểm năm 2016) và hoạt động ở hơn 100 quốc gia. JPMorgan Chase & Co. có tài sản 2.490 tỷ đô la Mỹ năm 2016.
JPMorgan Chase, thông qua công ty con Chase của mình, là một trong Bốn Ngân hàng Lớn của Hoa Kỳ.